# 8762 Hiaticula
8762 Hiaticula è un asteroide della fascia principale. Scoperto nel 1971, presenta un'orbita caratterizzata da un semiasse maggiore pari a 2,7491969 UA e da un'eccentricità di 0,1465138, inclinata di 1,82659° rispetto all'eclittica.